# チェ・ヨンスン
チェ・ヨンスン（崔 龍順、朝鮮語: 최용순、1946年 - 2000年3月11日）は、大韓民国のコメディアン。

## 生涯
忠清南道瑞山に生まれた。1969年に韓国放送公社公開採用8期タレントとして登場した。1973年に東洋放送のコメディアンとして喜劇の世界に登場し、家政婦役などを演じた。1992年に韓国放送公社喜劇人室長を務め、1996年に第3回大韓民国芸能芸術賞喜劇人賞を受賞した。
持病であった糖尿病の症状が悪化し、54歳で死去した。